# Lynchburg (Ohio)
Lynchburg é uma vila localizada no estado norte-americano de Ohio, no Condado de Clinton e Condado de Highland.

## Demografia
Segundo o censo norte-americano de 2000, a sua população era de 1350 habitantes.
Em 2006, foi estimada uma população de 1418, um aumento de 68 (5.0%).

## Geografia
De acordo com o United States Census Bureau tem uma área de
2,3 km², dos quais 2,3 km² cobertos por terra e 0,0 km² cobertos por água. Lynchburg localiza-se a aproximadamente 301 m acima do nível do mar.

## Localidades na vizinhança
O diagrama seguinte representa as localidades num raio de 16 km ao redor de Lynchburg.